# Phylloscopus davisoni
El mosquitero de Davison  (Phylloscopus davisoni) es una especie de ave paseriforme de la familia Phylloscopidae propia del sudeste asiático.

## Distribución y hábitat
Se le encuentra en el sur de China, Laos, Birmania, Tailandia, y Vietnam. Su hábitat natural son los bosques húmedos subtropicales tanto montanos como de tierras bajas.